# Alfonso Rangel Guerra
Alfonso Rangel Guerra (Monterrey, Nuevo León, 16 de noviembre de 1928-6 de mayo de 2020) fue un abogado, educador, escritor, académico, ensayista y funcionario público en educación y cultura. Fue Agregado Cultural de la Embajada de México en España de 1983 a 1985; Secretario Ejecutivo de la Asociación Nacional de Universidades e Instituciones de Educación Superior ANUIES de 1965 a 1977; Presidente del CONARTE de 2003 a 2006; Investigador asociado y Secretario General del Colegio de México de 1985 a 1988; Secretario de Educación en Nuevo León en dos ocasiones de 1988 a 1991 y de 1996 a 1997; director general del CREFAL de 2001 a 2004; ganador del Premio Internacional Alfonso Reyes en 2009. Su labor como educador está marcada por el humanismo y su sólida cultura universal.

## Inicio y estudios
Nació en el número 466 sur de la Calle Colegio Civil, en Monterrey, Nuevo León, a las 20:45 horas. del 16 de noviembre de 1928, siendo el quinto de los seis hijos del matrimonio formado por Enrique Rangel Estrella y de María de los Dolores Guerra González. Fue hermano de Eloísa, Enrique, Rogelio, Jorge y Ricardo Alberto Rangel Guerra. También fue primo lejano, por línea paterna, del Lic. Raúl Rangel Frías.
Realizó sus estudios primarios en el Colegio Justo Sierra, los secundarios (sólo el primer año) en el Colegio Franco Mexicano y los concluyó en el Colegio Justo Sierra y los de bachillerato en el Colegio Civil. Es Licenciado en derecho por la Universidad Autónoma de Nuevo León (1946-1953), titulado con la tesis «La cosa juzgada en el proceso civil». En el lapso de 1958 a 1959 fue becado por el Instituto Francés de América Latina, para estudiar literatura francesa y literatura comparada en La Sorbona en París, Francia.

## Cargos
- Director de la Sección de Letras del Centro de Estudios Humanísticos de la UANL
- Presidente del Seminario de Cultura Mexicana en Monterrey
- Rector de la Universidad de Autónoma de Nuevo León (1962-1964)
- Director de la Preparatoria N.º 1 de la UANL (1955-1958)
- Secretario (1952-1958) y Director (1960-1961) de la Facultad de Filosofía y Letras de la UANL
- Presidente del Instituto Internacional de Literatura Iberoamericana (1963-1965)
- Secretario General Ejecutivo de la Asociación de Universidades e Instituciones de Educación Superior ANUIES (1965-1977)
- Director general del Programa Nacional de Superación Académica de la SEP (1977-1978)
- Director general de Educación Superior de la Secretaría de Educación Pública (1978-1982)
- Agregado Cultural de la Embajada de México en España (1983-1985)
- Presidente de la Asociación de Agregados Culturales de Hispanoamérica, Portugal y Filipinas, con sede en Madrid (1984-1985);
- Secretario General del Colegio de México (1985-1988)
- Secretario de Educación y Cultura de Nuevo León (1988-1991)
- Presidente del Consejo Estatal para el Desarrollo de la Cultura y las Artes (1991)
- Coordinador Nacional del Programa Emergente de Actualización del Maestro de Educación Básica (1992-1993) SEP.
- Director del Museo de Historia Mexicana (1994)
- Secretario de Educación del Estado de Nuevo León (1996-1997)
- Director general del Centro de Cooperación Regional para la Educación de Adultos en América Latina y el Caribe CREFAL (por sus siglas originales Centro Regional de Educación Fundamental para la América Latina) (2001-2004)
- Director del Centro de Estudios Humanísticos de la UANL (15 de marzo de 2006- )

## Membresía
- Miembro del U.S. Mexican Committee on Educational Cooperation, Education and World Affairs, en Nueva York (1967-1969)
- Miembro del Instituto Nacional de Astrofísica, Óptica y Electrónica (1981-1982)
- Miembro de la Junta directiva del Centro de Investigación y Estudios Superiores en Antropología Social (1981-1982);
- Miembro correspondiente de la Academia Mexicana de la Lengua -en Monterrey- desde 1989

## Cátedra
Catedrático de la Facultad de Derecho de la UANL, de literatura en la Facultad de Filosofía y Letras de UNAM, de la Escuela Normal Superior de la Ciudad de México, catedrático de derecho, sociología, historia universal, literatura mexicana en la Preparatoria 1 de la UANL y de teoría y técnica de la literatura, estilística y literatura mexicana, en la Facultad de Filosofía y Letras de la UANL.

## Investigación
Fue investigador asociado del Colegio de México en 1983 y pertenece al Sistema Nacional de Investigadores desde 1995. Le ha publicado investigaciones El Colegio Nacional, la Universidad Autónoma de Nuevo León y el Colegio de México.

## Premios
- Presea Estado de Nuevo León al Mérito Cívico (en el área de Humanismo)otorgada por el Gobierno de Nuevo León en 1990.
- Premio Artes Literarias, otorgado por la Universidad Autónoma de Nuevo León en 1998.
- Grado de doctor honoris causa, por la Universidad Autónoma de Baja California (UABC), otorgado el 21 de septiembre de 2007.
- Premio Internacional Alfonso Reyes en 2009, otorgado por el Consejo Nacional para la Cultura y las Artes (Conaculta), a través del Instituto Nacional de Bellas Artes y la Sociedad Alfonsina Internacional.
- Nombramiento como Profesor Emérito, otorgado por la Universidad Autónoma de Nuevo León en 2010.
- Medalla Alfonso Reyes, otorgado por la Universidad Autónoma de Nuevo León en 2014.

## Libros
Ha publicado numerosos artículos y ensayos, particularmente sobre temas literarios, en Vida Universitaria, Katharsis, Armas y letras, El Porvenir, La Palabra y el Hombre, Humanitas, Revista de la Universidad de Guadalajara, Revista de la Educación Superior, The International Encyclopedia of Higer Education, entre otras. También ha traducido del francés, importantes artículos. 
Es autor de:
- La cosa juzgada en el proceso civil (tesis, 1953)
- Imagen de la novela (1965)
- Curso de Literatura Española (1965)
- Un mexicano y una obra…Agustín Yáñez (1969)
- The provincial universities of Mexico, an análisis of growth and development (1971)
- Nueve universidades mexicanas. Un análisis de su crecimiento y desarrollo (como colaborador del doctor Richard King) (1972)
- La educación superior en los estados. Sus proyecciones a 1980 (1972)
- System of higer education: México (1972)
- La educación superior en México (1979)
- La autonomía universitaria en la Constitución Política de los Estados Unidos Mexicanos (1982)
- Alfonso Reyes en nuestro tiempo (1983)
- Biografía de Alfonso Reyes (1983)
- Las ideas literarias de Alfonso Reyes (1989)
- Alfonso Reyes en tres tiempos (1991) 2 ed. (2008)
- Arte A.C. Los frutos y los años (1993)
- La esgrima del ensayo (1992)
- Desde el Cerro de la Silla (coautor 1992)
- Manuel Gutiérrez Nájera, crónicas y artículos sobre teatro I, ( 1876 - 1880) (1974)
- Una ciudad para vivir (1991)
- Variaciones sobre un mismo tema (1991)
- Recoge el día (1997)
- Antología temática de Alfonso Reyes (una segunda edición, con selección de textos de la primera, se editó por la Oficina Regional de la UNESCO, Monterrey, 2007)
- La educación en Nuevo León 1957-1997 (1997)
- Alfonso Reyes (1994)
- El pensamiento humanístico de Jaime Torres Bodet (2002)

Edición y prólogo de:
- Alfonso Reyes, Andrenio: perfiles del hombre (2008)
- La polémica de las dos culturas: las ciencias y las humanidades (2008)
- La enseñanza de la filosofía en la escuela preparatoria (2008)
- Historia, cultura y personajes de Nuevo León (2009)
- Universidad y Humanismo (2009).

La pérdida de la mansión dorada, notas sobre un olvidado poema de Alfonso Reyes es el título del ensayo que fue su discurso de ingreso a la Academia Mexicana de la Lengua en 2009.

## Estudios y ensayos
- Icazbalceta en la historia mexicana (1954)
- Doña Bárbara, novela americana (1954)
- Dolor y Poesía en César Vallejo (1956)
- Alfonso Reyes y su idea de la historia (1957)
- El hombre y la novela en el siglo XX (1959)
- Presente y futuro en la Universidad de Nuevo León (1960)
- La odisea de Alfonso Reyes (1960)
- Los caminos de la novela (1960)
- Vida y poesía (1961)
- La poesía de Blas de Otero (1961)
- Pasado y presente de la literatura mexicana I, II, III, IV, VI, VII (1962)
- Los problemas de la historia de la literatura (1962)
- La construcción novelística en "Dans le laberynthe" (1963)
- La realidad en algunos cuentos de Borges (1964)
- Literatura y sociedad (1964)
- El hombre en Don Segundo Sombra (1965)
- La fundamentación psicológica de la poética en Dilthey (1965)
- La educación superior en México y su planeación nacional (1966)
- La educación superior y el desarrollo nacional (1966)
- Para una biografía de Franz Kafka (1958)
- Discurso inaugural del Duodécimo Congreso del Instituto Internacional de Literatura Hispanoamericana (1966)
- Las universidades mexicanas (1970)
- El Plan Nacional de Educación Superior (1970)
- Orientación y Formación Profesional, Interacciones con el desarrollo nacional (1970)
- Objetivos de la Enseñanza Superior frente a los requerimientos del desarrollo y el avance tecnológico (1972)
- La educación superior y universitaria en México (1973)
- La reforma educativa (1973)
- Situación actual de la educación superior en los estados. Sus proyecciones hacia 1980 (1974)
- La formación de personal docente. Necesidades y perspectivas (1975)
- La universidad y el desarrollo (1975)
- La revalidación de estudios (1977)
- La descentralización de la educación superior (1976)
- Papel de las Asociaciones y de los Consejos Nacionales en su relación con las universidades y el estado (1978)
- La universidad latinoamericana (1978)
- Homenaje a Raúl Rangel Frías (1978)
- Higer education and employment (1979)
- Épica y novela (1979)
- Consideraciones generales sobre la administración universitaria en México. Un enfoque a nivel del sistema de educación superior (1979)
- Aspectos normativos de la coordinación y planeación de la educación superior (1981)
- El Colegio de Minería en México (1984)
- Destino de Poeta (Octavio Paz) (1984)
- Marcelino Menéndez Pelayo y Alfonso Reyes (1987)
- García Lorca, cincuenta años después (1987)
- Dos revistas de Monterrey (1987)
- El papel de la Universidad en tiempo de crisis (1990)
- La Universidad de Nuevo León en el medio siglo (1988)
- Alfonso Reyes entre libros (1989)
- La Educación internacional en América Latina (1989)
- Cartas de Luis a. Urbina a Alfonso Reyes (1989)
- Modernización de la Educación superior (1989)
- La Educación y sus limitaciones. Exigencias para un tiempo nuevo (1989)
- Alfonso Reyes y el Magisterio intelectual de Pedro Henríquez Ureña (1990)
- América, encuentro y reflexión (1990)
- El enamorado de la Educación (1990)
- Tres propósitos para la Educación superior del futuro (1990)
- Perspectivas de la modernización educativa en Nuevo León (1990)
- Encuentros con Octavio Paz (1990)
- Legislación, administración y financiamiento de la UANL (1991)
- Inter folia fructus (1991)
- Palabras para Elena Garro (1991)
- Novela y narrativa de Nuevo León (Apuntes para su historia) (1992)
- La visita inesperada (1992)
- La oveja negra cumple años (1992)
- Hacia el Cuarto Centenario (1992)
- Noctívago poema (1992)
- Quinto Centenario: reflejo de utopías (1992)
- Reflexión y homenaje a historiadores nuevoleoneses (1993)
- La doble elípsis (1993)
- Semblanza del ingeniero Roberto Treviño Martínez (1993)
- A propósito de la Cartilla Moral de Alfonso Reyes (1993)
- Memoria del Colegio (1993)
- La musa olvidada (1993)
- Cartas de José Gaos (1993)
- Goethe en la obra de Alfonso Reyes (1994)
- La cultura literaria en Nuevo León (1996)
- Teatro, realidad y literatura (1996)
- Una memoria compartida (1997)
- Realidad y Literatura en Alfonso Reyes: El poema “Villa de unión” (1997)
- Carta a Andrés Huerta sobre Pedro Garfías (1997)
- Carlos Pellicer (1997)
- Somos una hoja en blanco (1998)
- La conversación epistolar (1998)
- Federalismo y legislación (1998)
- A cien años del 98 (1998)
- Universidad y Humanismo (1998)
- El perfil de la universidad ante los retos del siglo XXI (1999)
- Itinerario de una vocación. Una visión de Luis Mario Scheneider (1999)
- Borges, percibidor abstracto del tiempo (1999)
- Miguel Ángel Asturias (1999)
- David Piñera. Una contribución importante a la historia regional (1999)
- Vida y poesía en Alfonso Reyes (1999)
- Realidad y poesía en Alfonso Reyes. El poema “Villa de unión” (1999)
- Rafael Alberti y su arboleda perdida (2000)
- El escritor y la literatura latinoamericana en el mundo global (2000)
- La Universidad Autónoma de Nuevo León, Reseña histórica (2001)
- En los cien años de Pedro Garfias (2001)
- Alfonso Reyes en Brasil (2001)
- En los cien años de Pedro Garfias (2001)
- Para la historia de la Universidad Autónoma de Nuevo León (2001)
- Palabras que los ánimos confortan (2001)
- José Guadalupe Ramírez Santos
- La muerte de la rosa (2003)
- Tardes con María Zambrano (2003)
- Las teorías de Emil Staiger y Alfonso Reyes sobre los géneros literarios, afinidades y diferencias (2005)
- Autores y Letras nacionales en Alfonso Reyes (2005)
- La novela como visión de la vida nacional (2006)
- El naturalismo en España: La desheredada, de Benito Pérez Galdós (2006)
- Un acercamiento a la obra de Antonio Cándido (2006)
- La novela desde la historia de las mentalidades: La calle de Valverde, de Max Aub” (2007)
- La filosofía en México. Un acercamiento a su historia (Reseña, 2007)
- Alfonso Reyes y su correspondencia con Raymond Foulché Delbosc (2007)
- El fin de la filosofía según el pensamiento de Ortega y Gasset (2008)
- Alfonso Reyes y el diálogo epistolar: dos formas diferentes de correspondencia personal (2009)

## Prólogos
- Catálogo de índices de los libros de Alfonso Reyes (1955)
- Edmundo Alvarado, El arte y el hombre, (1964)
- Arturo Cantú Sánchez, El problema del bachillerato (1966)
- E. V. Niemeyer, El General Bernardo Reyes (1966)
- Raimundo Ramos, Fernández de Lizardi y el nacimiento de la novela mexicana (1977)
- José Antonio Aguilar y Alberto Block, Planeación escolar y formulación de proyectos (1977)
- Manuel Gutiérrez Nájera, Crónicas y artículos sobre teatro I (1974)
- José Canales Ruíz, Don José de Escandón y la Sierra Gorda (1984)
- Alfonso Reyes, Cartilla moral (versión adaptada y comentada para el nivel de enseñanza básica) (1996)
- Hilda Moreno, Las trampas del recuerdo (1990)
- Varios, Alfonso Reyes en Madrid (1991)
- Varios, Una ciudad para vivir (1991);
- Héctor González, Siglo y medio de cultura nuevoleonesa (1993)
- Alfonso Reyes Aurrecoechea, La mirada crítica (1993)
- Testimonios sobre el Colegio Civil (1868-1993) (1993)
- Monterrey, alforja de poetas (1994)
- Ernesto Rangel Domene, Antología poética (1994)
- Abelardo Treviño, De mi familiar desierto (1994)
- Miguel F. Martínez, Memorias de mi vida (1997)
- Agustín Yáñez, Las edades y los afectos, Flor de Juegos Antiguos y Archipiélago de mujeres (1998)
- Alfonso Reyes, Recoge el día (1998)
- José Alvarado, Cuentos (1999)
- Ángeles Gaos de Camacho, Una tarde con mi padre (1999)
- Fernando Salmerón, Textos sobre José Gaos (1999)
- Aureliano Tapia Méndez, Correspondencia de Alfonso Reyes con Ignacio H. Valdés (2000)
- Armando Flores, Arquicultura (2002)
- Ismael Vidales Delgado, Educación: la asignatura pendiente (2002)

## Traducciones del francés
- Lo que un estudiante espera de la poesía, de Jean Bessalel
- Bloomsbury, de Monique Nathan
- El doctor, de Antón Chejov
- Robert Musil, de Philippe Jacotett (1959)
- Encuentros con Robert Musil, de Martín Flinker (1959)
- El proceso, de Slavomir Mrozek (1959)
- Los ensayos, de Robert Bréchon (1961)
- Ensayo de topología literaria, de Christoph Eich (1961)
- Libertad y determinación, de Regis Jolivet (1962)
- Los monstros, por Georges Bernanos (1962)
- Mi oficio de médico, por Jean Reverzy (1962)
- La fenomenología de la caricia y de la muerte en José Gaos, de Alain Guy (1963)
- La philosophie grecque, de Charles Werner (Primer Capítulo) (1966)
- La ciencia histórica y el estructuralismo, de Frederic Mauro (1966)
- Experiencias de literatura, de Jean Reverzy (1990)

## Traducciones del portugués
- La generación de Orpheu, de Adolfo Casais Monteiro (1963)
- La poesía de Presença, de Jorge Sena (1963)
- De Presença a los Cuadernos de Poesía, de Fernando Guimaraes (1963)